# Millebosc
Millebosc és un municipi francès situat al departament del Sena Marítim i a la regió de Normandia. L'any 2007 tenia 272 habitants.

## Demografia

### Població
El 2007 la població de fet de Millebosc era de 272 persones. Hi havia 99 famílies de les quals 8 eren unipersonals (8 homes vivint sols), 43 parelles sense fills, 32 parelles amb fills i 16 famílies monoparentals amb fills.
La població ha evolucionat segons el següent gràfic:
Habitants censats

### Habitatges
El 2007 hi havia 116 habitatges, 99 eren l'habitatge principal de la família, 11 eren segones residències i 7 estaven desocupats. 115 eren cases i 1 era un apartament. Dels 99 habitatges principals, 91 estaven ocupats pels seus propietaris i 8 estaven llogats i ocupats pels llogaters; 1 tenia dues cambres, 13 en tenien tres, 31 en tenien quatre i 54 en tenien cinc o més. 67 habitatges disposaven pel capbaix d'una plaça de pàrquing. A 42 habitatges hi havia un automòbil i a 48 n'hi havia dos o més.

### Piràmide de població
La piràmide de població per edats i sexe el 2009 era:
| Homes | Edats   | Dones |
| ----- | ------- | ----- |
| 0     | 95 o +  | 0     |
| 0     | 90 a 94 | 8     |
| 0     | 85 a 89 | 0     |
| 4     | 80 a 84 | 0     |
| 0     | 75 a 79 | 12    |
| 4     | 70 a 74 | 4     |
| 8     | 65 a 69 | 4     |
| 4     | 60 a 64 | 4     |
| 8     | 55 a 59 | 16    |
| 0     | 50 a 54 | 4     |
| 20    | 45 a 49 | 8     |
| 12    | 40 a 44 | 12    |
| 16    | 35 a 39 | 16    |
| 0     | 30 a 34 | 8     |
| 0     | 25 a 29 | 0     |
| 24    | 20 a 24 | 4     |
| 4     | 15 a 19 | 12    |
| 8     | 10 a 14 | 8     |
| 12    | 5 a 9   | 4     |
| 4     | 0 a 4   | 8     |

## Economia
El 2007 la població en edat de treballar era de 172 persones, 125 eren actives i 47 eren inactives. De les 125 persones actives 122 estaven ocupades (59 homes i 63 dones) i 3 estaven aturades (2 homes i 1 dona). De les 47 persones inactives 20 estaven jubilades, 11 estaven estudiant i 16 estaven classificades com a «altres inactius».

### Ingressos
El 2009 a Millebosc hi havia 102 unitats fiscals que integraven 271 persones, la mediana anual d'ingressos fiscals per persona era de 16.337 €.

### Activitats econòmiques
Dels 3 establiments que hi havia el 2007, 2 eren d'empreses de construcció i 1 d'una empresa de transport.
L'únic servei als particulars que hi havia el 2009 era un electricista.
L'any 2000 a Millebosc hi havia 12 explotacions agrícoles que ocupaven un total de 378 hectàrees.

## Equipaments sanitaris i escolars
El 2009 hi havia una escola maternal integrada dins d'un grup escolar amb les comunes properes formant una escola dispersa.

## Poblacions més properes
El següent diagrama mostra les poblacions més properes.